# HOKUROKU
HOKUROKU（ホクロク）とは、北陸3県を横断的に取り上げるウェブメディアで、2020年（令和2年）5月31日、創刊編集長の坂本正敬とプロデューサーの明石博之を中心に、クラウドファンディングを通じて資金を調達し、創刊に至った。
“とらわれない視点とクリエイティブの力で、北陸3県の暮らしの魅力を再編集し、地域の人たちに鮮やかな変化と行動を提案するリージョナル（広域）ウェブメディア”を掲げる。
創刊時の編集部は富山県高岡市戸出にあるコワーキングスペース（COMSYOKU）に置いていたが、COMSYOKUの無期限休業を受け、現在は富山県射水市放生津町19-1〈ma.ba.lab〉に事務所を移している。登記上の所在地は富山県高岡市内に存在する。
2021年（令和3年）3月29日には、オリジナルのEC（電子商取引）サイト〈北陸目録〉をHOKUROKU内に公開する。

## ウェブメディアの概要
HOKUROKUは県境に関係なく、北陸3県を広域で取り上げるウェブメディアである。扱う内容は、北陸3県の暮らしや文化が中心となる。制作物は原則的に編集部内、および（または）外部メンバーが一次情報源から取材を通じて取得した情報による文章、写真、映像、グラフィックで構成される。
HOKUROKUのコンテンツは原則、無料で誰でも観覧できる。しかし、一部のコンテンツについては、月額会員のみの公開となっている。

### 資金調達のためのクラウドファンディング
HOKUROKUは創刊にあたり、「地元の魅力を再編集!北陸の見え方が変わる、WEBメディア創刊」というタイトルで、2020年（令和2年）3月13日に至るまでのおよそ1カ月間、READYFOR社（東京都）のクラウドファンディングを実施している。
当初の目標額は100万円。同年3月2日に、残り11日の期間を残して100万円を達成すると、3月13日（金）23時の締め切りに向けて、ネクストゴールを250万円に設定する。最終的に140名の寄付者から、267万円の寄付金を集めた。
この額は、北日本新聞社（富山県）と北陸銀行（富山県）、READYFORが主催する富山県のふるさと納税を活用した「クラウドファンディングとやま」枠の歴代プロジェクトにおいて、最高額を達成した（2020年3月13日時点）。